# Frederic Eugene Ives
Frederic Eugene Ives (Litchfield, 1865 – Filadelfia, 1937) è stato un fisico statunitense.
Direttore del laboratorio di fotografia della Cornell University dal 1874 al 1878, riuscì nel 1886 a brevettare un procedimento di stampa fotografica in grado di separare i toni di colore.
La sua opera fu proseguita ed ampliata dal figlio Herbert Eugene Ives.